# Cmentarze żydowskie w Buenos Aires
W Buenos Aires znajduje się kilka cmentarzy żydowskich w tym La Tablada, który jest największym takim cmentarzem w Ameryce Południowej. Międzynarodowy Projekt Cmentarzy Żydowskich wymienia około 45 cmentarzy żydowskich w Argentynie, w tym w Buenos Aires jest 11 cmentarzy, w tym 9 aktywnych. Część z nich jest administrowanych przez 
Asociación Mutual Israelita Argentina: Cementerio de Tablada, Cementerio de Berazategui, Cementerio de Liniers, Cementario de Ciudadela.
Pierwszy cmentarz Żydów aszkenazyjskich w Buenos Aires (Liniers) został otworzony pod koniec 1910 roku, cmentarz La Tablada został otworzony w 1935 roku. Inne cmentarze to Liniers, Ciudadela, Tablada, Berazategui, Lomas de Zamora, Avellaneda, Bancalari oraz Colinas del Tiempo.

## Cmentarz w Avellaneda
Cmentarz żydowski w Avellaneda (Cementerio Marroquí ACILBA) na południu Buenos Aires. Administrację cmentarza prowadzi Associacion Comunidad Israelita Latina de Buenos Aires (ACILBA). Cmentarz został założony w 1921 roku.

## Cmentarz Bancalari
Znajduje się na Panamericana y 202, Administracja Cmentarza znajduje się w Buenos Aires: Camargo 854, C.P. 1414, Buenos Aires, Argentina. Cmentarz sefardyjski.

## Cmentarz Berazategui
Znajduje się na Calle 14 Esquina 109, C.P. 1884, Berazategui- Prowincja Buenos Aires, Argentyna.

## Cmentarz Ciudeadela
Cementerio Comunitario de Ciudadela, Marcelo T. De Alvear 3508, C.P. 1702, Ciudadela, Prowincja Buenos Aires. Cmentarz częściowo sefardyjski.

## Cmentarz Liniers
Cementerio Comunitario de Liniers. Reconquista 10, C.P 1702. Ciudadela - Prowincja Buenos Aires. Cmentarz rozpoczął działalność w 1910 roku.

## Cmentarz La Tablada
Cementerio Israelita de la Tablada. Av. Crovara 2824, C.P. 1766. Tablada - Prowincja Buenos Aires. Cmentarz rozpoczął działalność w 1930 roku. Największy cmentarz żydowski w Ameryce Południowej. Cmentarz ma wielkość 138 akrów i liczy około 70000 grobów.

## Cmentarz Lomas de Zamora
Murature y Marsella, C.P. 1848, Lomas de Zamora- Prowincja Buenos Aires, Argentyna. Cmentarz Żydów aszkenazyjskich oraz Żydów sefardyjskich